# Orde van Sint-Michael van Ala

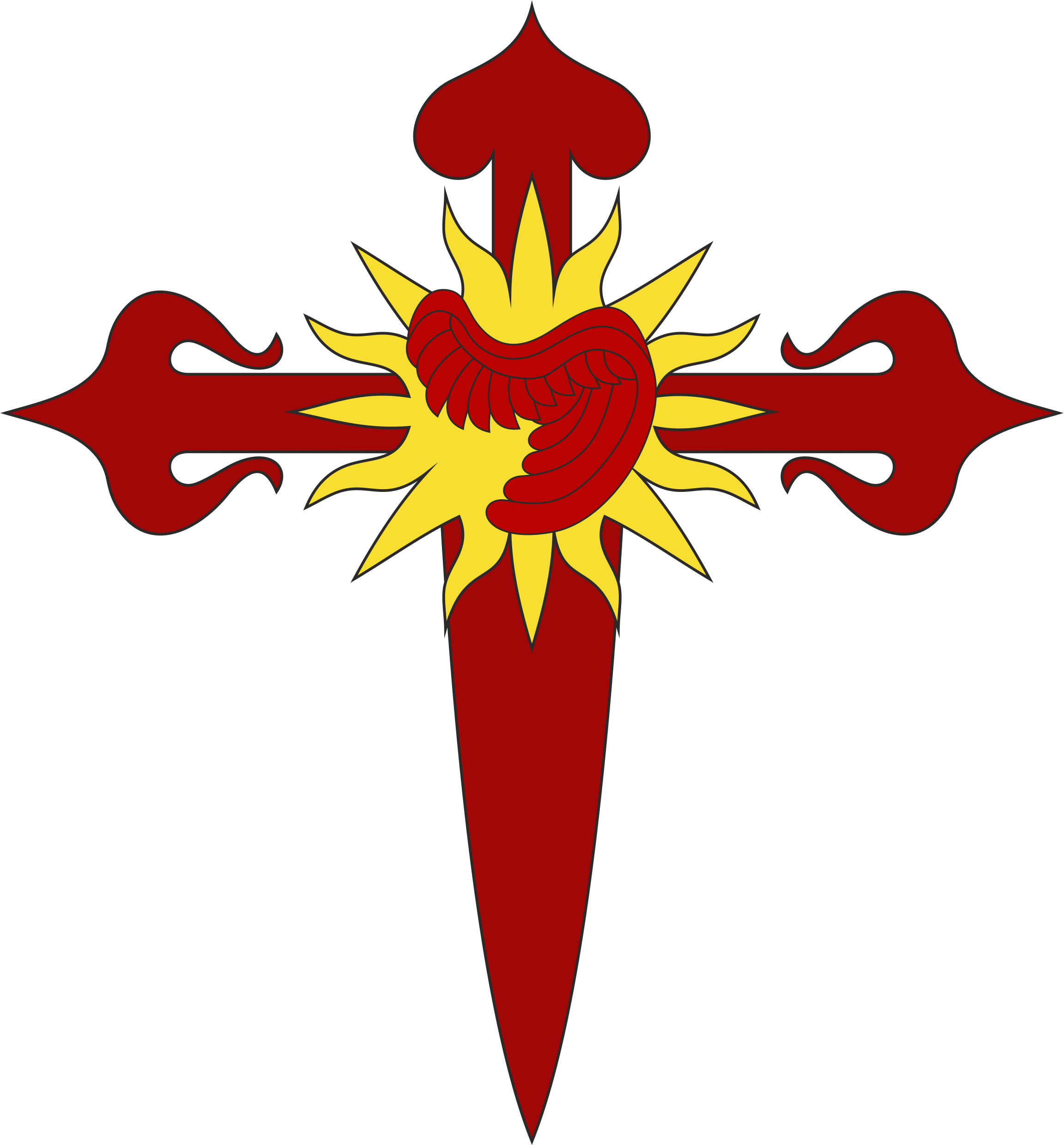

De Orde van Sint-Michael van Ala is een van de huisorden van het Huis Bragança. De voormalige regerende koningsfamilie verleent "jure sanguines" een aantal ridderorden aan de leden van het Koninklijk Huis, hun personeel en de aanhangers van de Portugese monarchie.